# Aeroporto di Adrar-Touat - Sceicco Sidi Mohamed Belkebir
L'Aeroporto di Adrar-Touat - Sceicco Sidi Mohamed Belkebir (IATA: AZR, ICAO: DAUA) (nome commerciale in francese: Aéroport d'Adrar Touat-Cheikh Sidi Mohamed Belkebir), definito come internazionale dalla Service d'Information Aéronautique, è un aeroporto algerino situato nella parte centrale e agricola del Paese a 10 km a sud est della cittadina di Adrar, capoluogo della provincia.

## Storia
L'aeroporto di Adrar-Touat è stato costruito per rispondere alle necessità di un'area desertica che, pur essendo isolata, ha sempre avuto una rilevanza strategica per la Algeria. Durante il periodo coloniale francese, la zona di Adrar e le sue oasi erano conosciute come uno snodo importante per il transito di merci e persone. Tuttavia, la regione era molto distante dalle principali città costiere come Algeri, Orano e Annaba, il che rendeva difficile il trasporto terrestre e l'accesso diretto ad altre aree del paese.
Nel XX secolo, con l'indipendenza dell'Algeria nel 1962, la nuova nazione decise di sviluppare le infrastrutture e i trasporti anche nelle regioni più remote per favorire lo sviluppo economico e il collegamento tra le varie regioni.
L'aeroporto di Adrar-Touat è stato costruito negli anni successivi all'indipendenza, con lo scopo di rendere la regione più accessibile sia per i cittadini algerini che per gli stranieri, migliorando i collegamenti tra il sud desertico e le grandi città del nord.

### Intitolazione allo Sceicco Sidi Mohamed Belkebir
L'aeroporto è stato intitolato allo Sceicco Sidi Mohamed Belkebir, una figura religiosa e spirituale di grande importanza per la storia e la cultura della regione. Sidi Mohamed Belkebir è stato un santo e una figura di rilievo spirituale per la popolazione di Adrar e delle aree circostanti. La sua importanza risiede nella sua influenza nelle tradizioni religiose e culturali della zona, ma anche nel suo impegno a promuovere il benessere e la coesione della comunità locale.
L'intitolazione dell'aeroporto allo Sceicco Sidi Mohamed Belkebir non è solo un omaggio a una figura spirituale, ma anche un riconoscimento del valore della tradizione religiosa e culturale della regione. L'omaggio alla sua figura sottolinea l'importanza della spiritualità e della comunità come elementi che definiscono l'identità di Adrar e delle altre città della regione del Touat.

### Sviluppi recenti
L'aeroporto di Adrar ha continuato a evolversi nel corso degli anni, con ampliamenti e miglioramenti. Negli ultimi decenni, in particolare, l'Algeria ha investito significativamente nelle infrastrutture del sud del paese, soprattutto per incentivare il turismo e le attività economiche legate all'estrazione mineraria e al commercio. Adrar, infatti, è situata in una regione ricca di risorse naturali, tra cui gas naturale e petrolio, che sono alla base dell'economia della regione. L'aeroporto ha quindi assunto un ruolo fondamentale nel facilitare i viaggi di lavoratori, imprenditori e turisti diretti verso queste risorse e destinazioni desertiche.
L'aeroporto ha anche visto un aumento del numero di voli nazionali, in particolare verso la capitale Algeri e altre città algerine, facilitando così i collegamenti con la parte settentrionale del paese. Sebbene non sia un aeroporto internazionale di grande portata, ha promosso lo sviluppo del turismo del deserto nella regione, che è diventato un importante motore economico. Le oasi di Touat, i suoi paesaggi mozzafiato e le sue antiche architetture attirano ogni anno numerosi visitatori, anche dall'estero, che scelgono di esplorare l'Algeria più lontana.

## Caratteristiche
L'aeroporto ha una pista di atterraggio asfaltata che permette l'operatività di aerei di media e piccola taglia, principalmente aerei regionali e aerei cargo. La pista ha una lunghezza sufficiente per accogliere voli nazionali e internazionali a corto e medio raggio.
La struttura dell'aeroporto non è particolarmente grande, ma è dotata di tutte le funzionalità necessarie per il traffico aereo della zona. L'aeroporto dispone di un terminal passeggeri, che accoglie viaggiatori e fornisce i servizi di base come:
- Check-in e controlli di sicurezza
- Aree di attesa per passeggeri
- Servizi di ristorazione e piccoli negozi
- Stazioni per il ritiro bagagli

L'aeroporto è anche dotato di un edificio per il controllo del traffico aereo, che gestisce i voli in arrivo e in partenza, nonché i voli locali all'interno della regione. La sicurezza dell'aeroporto è gestita dalle autorità competenti algerine, con il supporto di forze di polizia e di sicurezza.

### Traffico aereo
L'aeroporto di Adrar-Touat gestisce prevalentemente voli nazionali, con destinazioni principali come Algeri, la capitale algerina, e altre città algerine come Orano, Béchar, Tindouf e Ouargla. Alcuni voli regionali collegano anche Adrar con Béchar e Timimoun, altre città situate nel deserto.
L'aeroporto ha una funzione strategica nel collegare la regione desertica con il resto del paese, sia per i viaggiatori che per il trasporto di merci.  
L'infrastruttura aeroportuale è sufficiente per gestire il volume di traffico che l'aeroporto accoglie, anche se i numeri di passeggeri sono generalmente più contenuti rispetto a quelli degli aeroporti principali del paese. Tuttavia, in seguito a una crescente domanda di voli nel sud del paese e a un miglioramento delle infrastrutture regionali, l'aeroporto ha visto un incremento delle operazioni negli ultimi anni.

### Miglioramenti recenti
Negli ultimi anni, l'aeroporto ha beneficiato di alcuni investimenti mirati a migliorare le sue infrastrutture, al fine di rispondere alla crescente domanda di trasporti nella regione. Sono stati effettuati lavori per ampliare la pista di atterraggio e potenziare i terminal, in modo da accogliere un numero maggiore di voli e passeggeri. Inoltre, si prevede che l'aeroporto diventi un punto di riferimento ancora più importante per l'incremento del turismo sahariano e per il sostegno alle attività minerarie in crescita nella regione.